# Тарасов Валентин Миколайович
Тарасов Валентин Миколайович (нар.7 квітня 1966, Краматорськ) — український актор, драматург, письменник, телережисер.

## Біографія
Народився 7 квітня 1966 року в місті Краматорськ Донецької області.
Батько - Тарасов Микола Іванович, мати - Тарасова Раїса Василівна. 
В 1983 році закінчив краматорську школу №3. Вчився в Краматорському торговому технікумі. З1984 по 1986 служив у лавах армії. В 1986 році поступив в Харківський інститут мистецтв ім. Котляревського на спеціальність актор театру та кіно. В 1988 році перевівся в Київський державний інститут театрального мистецтва ім. І. Карпенка-Карого, який закінчив у 1990 році за фахом актор театру і кіно. 
З 1990 десять років працював актором у Дніпропетровському російському театрі ім. Горького. 
Паралельно працював на телекомпаніях м. Дніпропетровська, як сценарист, телеведучий, режисер по рекламі,  головний режисер телекомпанії "Приват-ТВ-Дніпро" (Дніпро). З 2000 року працював на телекомпаніях Києва. Головним режисером телекомпанії "Золоті ворота", сценаристом та телеведучим "Нічного каналу" та "Молодіжного каналу". Режисером-постановником та продюсером програми "Ток-Ринг" (Національна телекомпанія України), режисером  телекомпанії "Студія Плюс"
З 2003 року працює режисером-постановником, режисером та редактором програми "Жди меня. Україна" на телеканалі «Інтер». В програмі "Страна советов" був режисером та сценаристом і ведучим авторської рубрики "Вредные советы".
Викладав в телевізійних школах режисуру та сценарне мистецтво.
Як актор знявся в художніх фільмах: «Афганець» (Алімов) - Україна, «Чужа гра» (Паша) - Таджикистан, дилогія «Кайдашева сім'я» (Лаврін) - Україна
З 2004 року член Спілки письменників України.
Автор декількох кіносценаріїв. 

## Нагороди
Має декілька творчих премій.
1999 рік — регіональна премія «Січеславна» за дебют у драматургії 
2002 рік — телевізійна премія «Телетріумф» за найкращу економічну програму року (режисер програми).
2002 рік — премія Міністерства культури і мистецтв України на конкурсі за найкращий кіносценарій художнього фільму для юнацтва та молоді «Бранець».
2005 рік — Перша премія П'ятого Всеукраїнського літературного конкурсу романів, кіносценаріїв і п'єс «Коронація слова» у жанрі «кіносценарії і п'єси» за п'єсу «Скажена співачка з невідомим».
2006 рік — Третя премія Шостого Всеукраїнського літературного конкурсу романів, кіносценаріїв і п'єс «Коронація слова» у жанрі «кіносценарії» за кіносценарій «Бранець»
2010 рік — Перша премія «Гран-Коронація» Десятого Міжнародного літературного конкурсу "Коронація слова" за п'єсу «Кар'єра»
2013 рік - Спеціальна премія Тринадцятого Міжнародного літературного конкурсу "Коронація слова" за роман-комедію "Любий розпусник"
2014 рік - В рамках Міжнародного літературного конкурсу "Коронація слова" спец відзнака "Золотий пістоль" за найкращий чоловічий роман «Чеслав. В темряві сонця» (російською "Чеслов. Воин древнего рода) та "Чеслав. Ловець тіні" (російською "Чеслав. Ловец тени")
2017 рік - Диплом Міжнародного конкурсу романів, кіносценаріїв, п'єс та пісенної лірики "Коронація слова 2017" в номінації РОМАНИ за роман "Скрізь нетрі таємниць"
2018 рік - Диплом Міжнародного конкурсу романів, кіносценаріїв, п'єс та пісенної лірики "Коронація слова 2018" в номінації РОМАНИ за роман "Полоненик"
2019 рік - Диплом Міжнародного конкурсу романів, кіносценаріїв, п'єс та пісенної лірики "Коронація слова 2019" в номінації "Вибір видавця" за роман "Інтимне життя самотності"
2020 рік - Диплом Міжнародного конкурсу романів, кіносценаріїв, п'єс та пісенної лірики "Коронація слова 2020" в номінації РОМАНИ за роман "Секрети мого янгола"
2021 рік - Нагорода Міжнародного літературного конкурсу "Коронація слова 2021" в номінації РОМАНИ - спец відзнака "Золотий пістоль" за найкращий кримінальний роман "В тенетах Білої Пані". 
2024 рік - На міжнародному конкурсі мережі «Eurodram-Євродрама» п'єса "Аліса з країни укрів" стала однією з трьох переможниць..

## П'єси
Автор шести п'єс: «Сезон шлюбних ігор», «Скажена співачка з невідомим», «Милий розпусник», «Сезон полювання на кохання», «Кар'єра», «Обережно! На арені хижаки!».
П'єса «Сезон шлюбних ігор» була надрукована у журналі «Кіно-театр», п'єса "Кар'єра" була надрукована у журналі «Дніпро», п'єса «Сезон полювання на кохання» була надрукована у збірнику «Сучасна українська драматургія» (випуск 3), п'єса «Скажена співачка з невідомим» була надрукована у збірнику «Потойбіч паузи»
П'єса «Милий розпусник» втілена в Луганському російському театрі, Сімферопольському українському музичному театрі та Ужгородському українському театрі, декількох народних театрах та Усть-Каменогірському обласному театрі (Казахстан) — постановка отримала винагороду, як найкраща вистава Східного Казахстану. А також аматорських  театрах України та Росії.
П'єса «Скажена співачка з невідомим» отримала Грант Президента України на втілення у Київському академічному Молодому театрі, де й була поставлена, а в 2009 поставлена також у Луганському українському театрі.
П'єса «Обережно! На арені хижаки!» поставлена в київському театрі «Браво» та в театрах Росії, Білорусі та Естонії.
П'єса «Сезон полювання на кохання» втілена на сцені Полтавського обласного театру та Тульському ляльковому театрі (Росія). У 2010 році ця п'єса увійшла в збірку «Антологія української драматургії» (том 4)
П'єса "Кар'єра": у 2023 році увійшла в Антологію комічних п'єс "Ажіотаж", а також відбулась її прем'єра в Києвському Театрі Сучасної Драми і Комедії.

## Твори
Автор романів.
У 2008 році вийшов у світ перший роман «Отцеубийца. Дикое плем'я древних славян» (видавництво ЭКСМО).
У 2013 році роман вийшов російською мовою під назвою «Чеслав. Воин древнего рода» та українською мовою під назвою «Чеслав. В темряві сонця» (видавництво "Книжковий Клуб «Клуб сімейного дозвілля»)
У 2014 році вийшов в світ роман  «Чеслав. Ловец тени» (видавництво "Книжковий Клуб «Клуб сімейного дозвілля»)
у 2019 році вийшов в світ роман українською мовою "Інтимне життя самотності" та російською мовою "Интимная жизнь одиночества" (видавництво "Перун")
у 2019 році вийшов в світ роман українською мовою "Любий розпусник" (видавництво "КМ-Букс")
у 2019 році вийшов в світ роман російською мовою "Милый развратник" (видавництво "Перун")
у 2021 році вийшов в світ роман українською мовою "Полоненик" та російською мовою "Пленник" (видавництво "Перун")

## Фільмографія
Знявся у фільмах:
- «Афганець» (1991),
- «Чужа гра» (1992),
- «Кайдашева сім'я» (1993).